# Piek Vossen

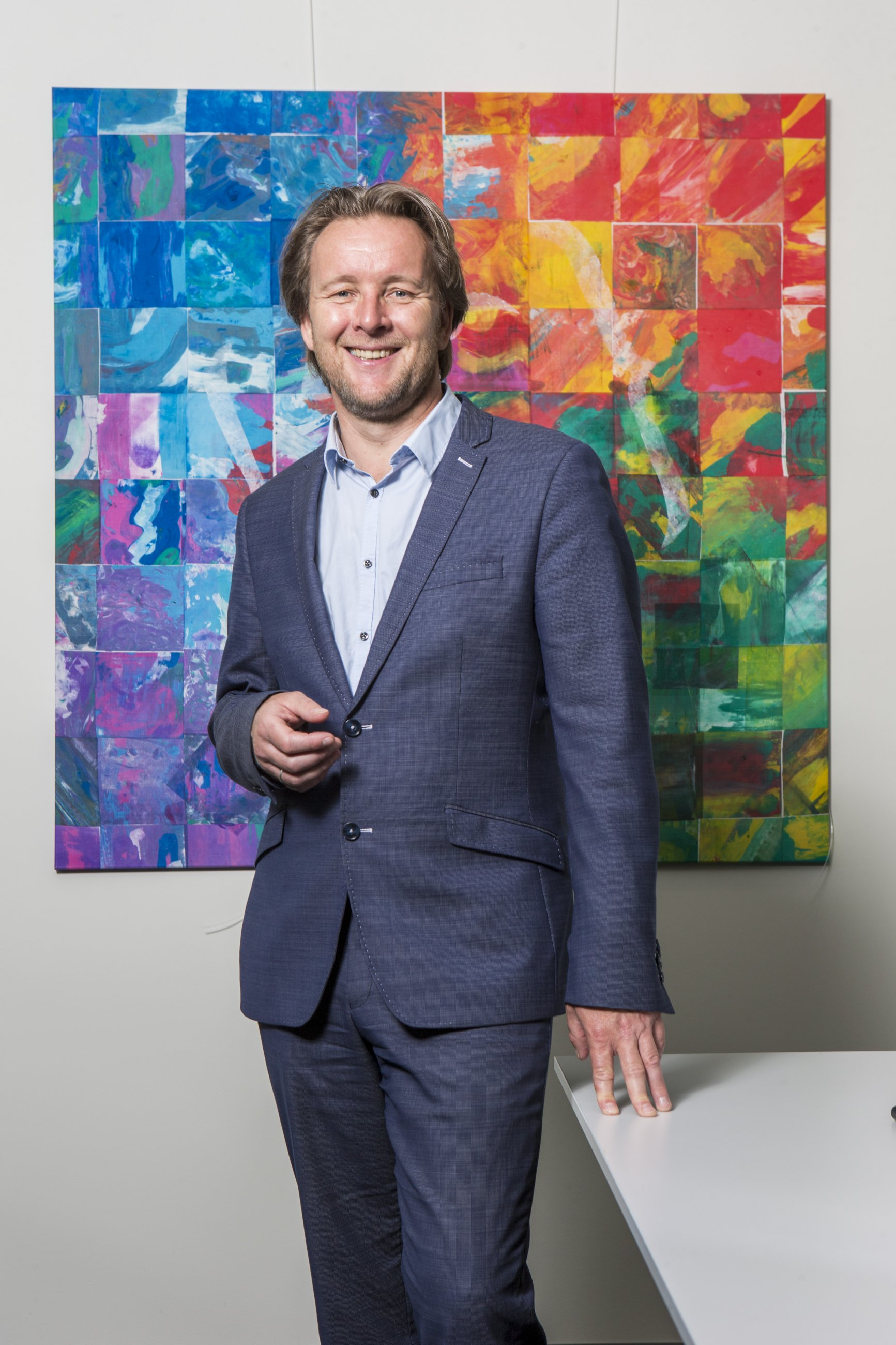
Piek Vossen (2013)

Petrus Theodorus Joseph Marie „Piek“ Vossen (* 1960 in Schaesberg) ist  niederländischer Computer-Lexikograph. Er ist Professor an der Freien Universität Amsterdam.
Vossen studierte Linguistik und Niederländisch an der Universität Amsterdam mit der Promotion 1995 in Computer-Lexikologie. Er gründete und leitet das Computational Lexicology & Terminology Lab (CLTL) an der Freien Universität Amsterdam, an der er seit 2006 Professor für Computer-Lexikographie ist. Vossen arbeitete neben seiner akademischen Forschung auch in der Industrie an Computertechnologien für Sprachen; 1999 bis 2001 war er Senior Manager bei Sail Labs  und 2001 bis 2009 Chief Technology Officer von  Irion Technologies B.V. 
Vossen ist Gründer und Direktor des nicht-kommerziellen WordNet-Projekts Global WordNet Association (GWN) zur Erstellung von Wort-Netzen. Das Projekt wurde 2000 gegründet, nachdem Vossen Erfahrung mit der Erstellung von Wort-Netzen für die EU in acht Sprachen gesammelt hatte. Im GWN Projekt wurde das auf über 100 Sprachen erweitert. Er arbeitet an unterschiedlichen sprachbezogenen Computerprojekten wie dem History Recorder (der Nachrichten filtert und so Ereignisse, deren Zeit, Ort und beteiligte Personen auflistet und mit Ereignissen in der Vergangenheit verknüpft) und am NewsReader Projekt (Gewinnung und Organisation von großen Mengen von Wirtschafts- und Finanz-Informationen aus Nachrichtenseiten).
2013 erhielt er den Spinoza-Preis. 2015 wurde er Ritter vom Orden des Niederländischen Löwen. Er ist Mitglied der Koninklijke Hollandsche Maatschappij der Wetenschappen.